# Sphagnum rubiginosum
Sphagnum rubiginosum är en bladmossart som beskrevs av Kjeld Ivar Flatberg 1993. Enligt Catalogue of Life ingår Sphagnum rubiginosum i släktet vitmossor och familjen Sphagnaceae, men enligt Dyntaxa är tillhörigheten istället släktet vitmossor och familjen Sphagnaceae. Arten har ej påträffats i Sverige. Inga underarter finns listade i Catalogue of Life.